# Phaneta babiata
Phaneta babiata is een vlinder uit de familie van de bladrollers (Tortricidae). De wetenschappelijke naam van de soort is voor het eerst geldig gepubliceerd in 2010 door Donald J. Wright.

## Type
- holotype: "male. 9.V.2007. leg. J.S. Nordin. genitalia slide no. DJW 1961"
- instituut: USNM, Smithsonian Institution, Washington, U.S.A.
- typelocatie: "USA, Utah, Emery County, Goblin Valley Rd., 5010 ft"